# لیولین آلستون
لیولین آلستون (انگلیسی: Llewellyn Alston; ۲۱ دسامبر ۱۸۹۰ – ۱۸ مارس ۱۹۶۹) فرد نظامی اهل بریتانیا بود. وی همچنین برندهٔ جوایزی همچون صلیب نظامی شده‌است.